# Железнодорожная линия Земитаны — Скулте
Железнодорожная линия Земитаны — Скулте — электрифицированная железнодорожная линия постоянного тока в Латвии, протяжённостью 56 километров. В 2007 году, после демонтажа участка линии Скулте — Лимбажи — Алоя — Руйиена — Ипики — Пярну, эта линия стала тупиковой.

## История
Участок дороги от Риги до станции Мангали был открыт ещё в 1872 году; дальнейшему строительству помешала водная преграда — протока Милгравис между Кишэзерсом и Даугавой. Работы по строительству моста через Милгравис начались только в 1930 году, а первый поезд по нему прошёл в августе 1933 года. 26 октября того же года было открыто движение до станции Царникава. Полностью линия была введена в эксплуатацию в 1934 году.
В годы Второй мировой войны линия была выведена из строя; движение по ней было восстановлено в 1948 году. 16 ноября 1957 года на участке до станции Вецаки был электрифицирован один из железнодорожных путей, что позволило тогда же открыть здесь движение электропоездов серии Ср3. Через короткое время успешно прошла электрификация и второго пути. К 1971 году электрификацию продлили до Звейниекциемса, и по этой линии ходили более уже современные электропоезда ЭР2. До сих пор на остановочном пункте Звейниекциемс можно увидеть остатки тупикового пути для оборота электропоездов.
До распада Советского Союза в планах была электрификация линии до станции Стиене (ныне демонтированный остановочный пункт). Стиене была следующей остановкой в сторону Руйиены после Скулте. В 1991 году успели протянуть электрификацию лишь до Скулте (ныне станции, ранее остановочного пункта). По сей день можно увидеть следы планов продления электрификации дальше за Скулте — опоры контактной сети, тянущиеся до бывшего выходного светофора.
До 2000 года по этой линии курсировали дизель-поезда в сторону Лимбажи, ещё раньше — в Алою, Руйиену, Ипики. В 1980-х годах здесь также следовали поезда в Таллин, через Пярну. В 2007 году продолжение линии разобрали.

## Нынешнее состояние
На линии самый малый пассажиропоток по сравнению с другими линиями в Латвии. На январь 2012 года, здесь курсирует всего 12 пар в сутки.
В зимнее время пассажиропоток на линии сильно уменьшается. Приличный спрос на перевозки сохраняется лишь на станциях Царникава и Зиемельблазма.
В летнее время количество рейсов значительно увеличивается за счёт отдыхающих, которые едут до станций Вецаки и Калнгале. По выходным дням также вырастает спрос на билеты до конечных станций (Саулкрасты, Скулте).
Благодаря наличию спроса, железнодорожные перевозки сохраняют рентабельность. Вопрос о закрытии линии не ставится.
В ноябре 2021 года было объявлено о начале модернизации участка Саркандаугава — Зиемельблазма, включая укладку второго пути на перегоне Мангали — Зиемельблазма, которая ныне является однопутной. Ведь мост через Милгравис давно является двухпутным.

## Станции и остановочные пункты
На линии 20 станций и остановочных пунктов.
- Рига: Земитаны, Браса, Саркандаугава, Мангали, Зиемельблазма, Вецдаугава, Вецаки.
- Адажский край: Калнгале, Гарциемс, Гарупе, Царникава, Гауя, Лиласте.
- Саулкрастский край: Инчупе, Пабажи, Саулкрасты, Кишупе.
- Лимбажский край: Звейниекциемс, Скулте.

Маршрут от Риги до Скулте электропоезд проходит за 1 час 10 минут.

## Технические подробности
- Единственная в Латвии тупиковая электрифицированная линия.
- Единственная электрифицированная линия с 3 однопутными участками: Мангали — Зиемельблазма, Лиласте — Инчупе, Саулкрасты — Скулте.